# Eleonora Patuzzo
Eleonora Patuzzo, née le 16 octobre 1989 à Bovolone, est une coureuse cycliste italienne. Professionnelle de 2009 à 2011, elle a notamment été  championne du monde sur route juniors en 2007.

## Biographie
En 2005, Eleonora Patuzzo court chez les jeunes pour le GS Italo Pec Collanti de Salizzole. À Padoue, elle décroche sur piste le titre national en course aux points chez les cadettes (moins de 17 ans). Au cours des deux années qui ont suivi, parmi les juniors (moins de 19 ans), elle rejoint le GS Verso l'Iride de Conegliano. En 2006, elle termine troisième du championnat du monde sur route juniors à Francorchamps. L'année suivante, à Aguascalientes, au Mexique, elle devient championne du monde sur route juniors. La même année, elle se classe deuxième du championnat d'Italie du contre-la-montre juniors et de la poursuite juniors.
Elle court dans la catégorie élites en 2008 avec la nouvelle équipe Titanedi-Frezza-Acca Due O, une formation satellite de l'équipe Safi-Pasta Zara créée au cours de cette saison pour former les jeunes coureuses. De 2009 à 2011, elle court ensuite pour la "première équipe", celle historique dirigée par Maurizio Fabretto. En 2010, elle se classe sixième de l'Iurreta-Emakumeen Bira, puis dixième de la Flèche wallonne féminine, une des manches de la Coupe du monde. En juin, elle obtient le premier succès chez les élites en remportant la troisième et dernière étape du Tour du Trentin. Elle termine cette course en quatrième position, remportant également le classement des jeunes et par points. En août, elle est troisième du Trophée d'or féminin. Ses bons résultats lui permettent d'être sélectionnées pour la course en ligne des mondiaux de Melbourne. Elle abandonne l'épreuve, mais participe au sacre de sa compatriote Giorgia Bronzini.
En 2012, elle rejoint l'équipe BePink, une nouvelle équipe professionnelle dirigée par Walter Zini. Durant la saison, elle prend une deuxième place sur une étape du Tour du Salvador. C'est sa dernière année parmi l'élite. À 23 ans, elle quitte le peloton  pour poursuivre ses études à l'Université de Vérone.

## Palmarès sur route

### Par années
- 2006
  -  Médaillée de bronze du championnat du monde sur route juniors
  - 10e du championnat d'Europe sur route juniors
- 2007
  -  Championne du monde sur route juniors
  - 2e du championnat d'Italie du contre-la-montre juniors
- 2010
  - 3e étape du Tour du Trentin
  - 3e du Trophée d'or féminin
  - 10e de la Flèche wallonne (Cdm)

### Résultats sur les grands tours

#### Tour d'Italie
- 2008 : 74e
- 2009 : 49e
- 2010 : 61e
- 2011 : 78e

### Classements mondiaux
| Année                                 | 2010 | 2011 | 2012 |
| ------------------------------------- | ---- | ---- | ---- |
| Classement UCI                        | 45e  | nc   | 232e |
|                                       |      |      |      |
| Légende : nc = non classéSource : UCI |      |      |      |

## Palmarès sur piste
- 2005
  -  Championne d'Italie de course aux points cadettes
- 2007
  - 2e du championnat d'Italie de poursuite juniors